# 道の駅おこっぺ
道の駅おこっぺ（みちのえき おこっぺ）は、北海道紋別郡興部町にある国道239号の道の駅である。廃駅となった興部駅の駅跡に建てられている。

## 道路

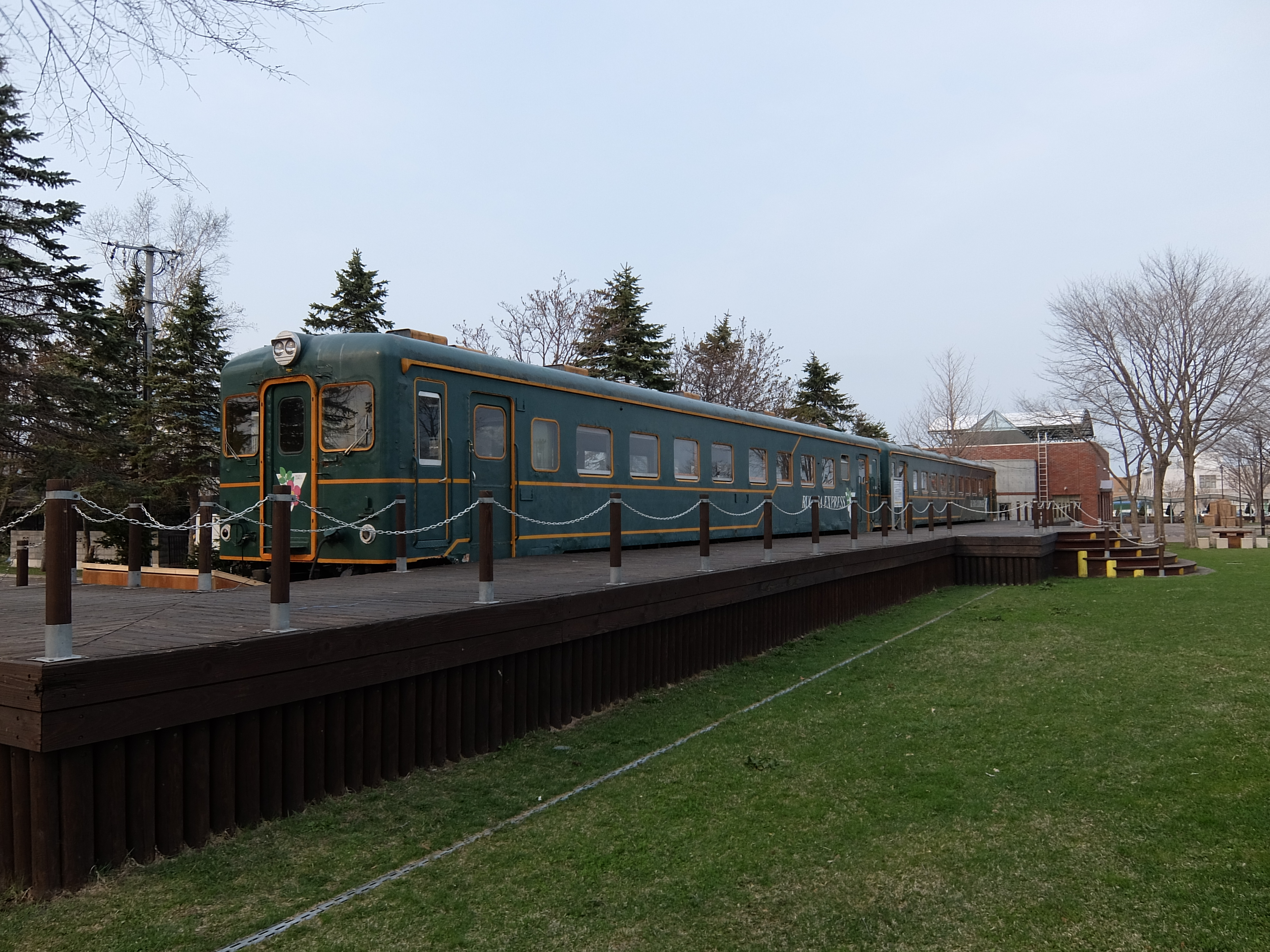
ルゴーサ・エクスプレス 旅行者のための簡易宿泊所（2015年4月）

- 国道239号

## 施設
- 駐車場
  - 普通車：73台
  - 大型車：20台
  - 身体障害者用：2台
- トイレ（いずれも24時間利用可能）
  - 男：大 3器、小 4器
  - 女：6器
  - 身障者用：1器
- 公衆電話：2台
- 情報コーナー
- 無料休憩所
- 特産販売所（10:00 - 16:00、4月下旬 - 10月上旬のみ）
- ジョイパーク
- ルゴーサ・エクスプレス
- 鉄道歴史展示コーナー
- バス待合室・バス停留所
  - 北紋バス 紋別高校行、雄武高校入口行
  - 名士バス 名寄駅前・名寄市立病院前行

## 休館日
- 年末年始（12月31日 - 1月5日）

## 周辺
- 興部川
- 興部公園